# Elecciones generales de Mozambique de 2004
Las cuartas elecciones generales de Mozambique se llevaron a cabo entre el 1 y el 2 de diciembre de 2004. El presidente Joaquim Chissano renunció después de 18 años en el poder, con cinco candidatos para sucederlo. Armando Guebuza del gobernante Frente de Liberación de Mozambique (FRELIMO) ganó, con más del 63% de los votos. FRELIMO también ganó las elecciones de la Asamblea, tomando 160 de los 250 escaños. La asistencia a ambas elecciones fue un poco más del 33% del electorado registrado, la participación más baja en la historia de Mozambique.

## Resultados

### Elecciones presidenciales
Los funcionarios esperaban que el ganador se anunciara formalmente el 17 de diciembre, pero el anuncio se retrasó hasta el 21 de diciembre. Guebuza ganó con el 63.7% de los votos y asumió el cargo en febrero de 2005. Afonso Dhlakama, de la Resistencia Nacional Mozambiqueña (RENAMO) quedó en segundo lugar con el 31.7% de los votos, y anunció que no reconocía los resultados.
|  | 63.74 % |

|  | 31.74 % |

|  | 2.73 % |

|  | 0.91 % |

|  | 0.87 % |

|  | 94.65 % |

|  | 5.35 % |

|  | 100.00 % |

|  | 33.60 % |

### Elecciones legislativas
|  | 62.03 % |

|  | 29.73 % |

|  | 2.00 % |

|  | 0.88 % |

|  | 0.60 % |

|  | 0.59 % |

|  | 0.52 % |

|  | 0.47 % |

|  | 0.46 % |

|  | 0.40 % |

|  | 0.36 % |

|  | 0.34 % |

|  | 0.33 % |

|  | 0.30 % |

|  | 0.30 % |

|  | 0.29 % |

|  | 0.25 % |

|  | 0.12 % |

|  | 0.04 % |

|  | 0.01 % |

|  | 91.68 % |

|  | 8.32 % |

|  | 100.00 % |

|  | 33.53 % |